# Matias Ojala
Matias Ojala (Oulu, 28 febbraio 1995) è un calciatore finlandese, centrocampista dell'AC Oulu.

## Carriera

### Club
Ha giocato nella massima serie finlandese.

### Nazionale
Ha militato nelle nazionali giovanili finlandesi Under-17, Under-19 ed Under-21.

## Palmarès

### Club

#### Competizioni nazionali
- Coppa di Finlandia: 1

Ilves: 2019